# Paris Film Critics Awards
Paris Film Critics Awards es un evento organizado por la Academia de la Crítica Cinematográfica de París (PFCA), asociación de origen francés que concede premios en honor al mundo del cine internacional. Para otorgar los premios cada año en el mes de febrero desde 2022 que dan inicio estos premios, críticos de cine y periodistas culturales se reúnen en París a realizar la votación para galardonar a los integrantes de la industria cinematográfica que han destacado en su especialidad a lo largo del año. Adicionalmente también ofrecen de forma anual un premio a la Trayectoria Profesional dirigido a los veteranos del cine. El anuncio de los nominados de la primera ceremonia fue anunciado el 13 de enero de 2022, realizándose el día 7 de febrero de 2022.

## Lista de categorías
- Mejor película.[2]
- Mejor director
- Mejor actor
- Mejor actriz
- Mejor actor de reparto
- Mejor actriz de reparto
- Mejor revelación masculina
- Mejor revelación femenina
- Mejor guion original
- Mejor guion adaptado
- Mejor cinematografía
- Mejor montaje
- Mejor canción original
- Mejor película de revelación
- Mejor documental
- Mejor película de animación